# Одинак (фільм, 2003)
«Одинак» — копродуційний бойовик 2003 року, головні ролі виконали Він Дізель, Лоренц Тейт і Тімоті Оліфант.

## Сюжет
Після арешту найбільшого наркоторговця Мексики розгортається війна за титул барона та території плантацій. Невдовзі вбивають дружину агента Шона Веттера, який працює в Управлінні боротьби з наркотиками. Щоб помститися за цей злочин він до смерті катує підозрюваного, якого вважає вбивцею дружини. За це Веттера відсторонюють від справ на півроку. Це не зупиняє Шона, він продовжує збирати інформацію про ватажка злочинного світу. У цьому йому допомагає агент і друг Деметріус, а також Мемо — наркобарон, дружину та сина якого також вбили. Згодом з'ясовується, що Лукеро і є ватажком. Після обстрілу автобуса Мемо втікає, але Веттер здає його.

## У ролях
| Актор           | Роль           |
| --------------- | -------------- |
| Він Дізель      | Шон Веттер     |
| Лоренц Тейт     | Деметріус Гікс |
| Тімоті Оліфант  | Джек Слейтон   |
| Джено Сільва    | Мемо Лукеро    |
| Стів Істін      | Тай Фрост      |
| Жаклін Обрадорс | Стейсі Веттер  |
| Каррін Стеффанс | Кендіс Гікс    |
| Джефф Кобер     | Помона Джо     |
| Еміліо Рівара   | Гарза          |
| Кен Давітян     | Рамон Кадена   |

## Створення фільму

### Виробництво
Зйомки фільму проходили в Нью-Мексико та Каліфорнії, США.

### Знімальна група
- Кінорежисер — Фелікс Гері Грей
- Сценаристи — Крістіан Гудегаст, Пол Шерінг
- Кінопродюсери — Боб Дегу, Він Дізель, Вінсент Ньюмен, Джої Ніттоло, Такер Тулі
- Композитор — Енн Дадлі
- Кінооператор — Джек Н. Грін
- Кіномонтаж — Вільям Гоу
- Художник-постановник — Іда Рендом
- Артдиректор — Ден Морскі
- Художник-декоратор — Еллен Тотлбен
- Художник з костюмів — Шон Бартон
- Підбір акторів — Дженет Гіршенсон, Джейн Дженкінс[2].

## Сприйняття

### Критика
Фільм отримав змішані відгуки. На сайті Rotten Tomatoes оцінка стрічки становить 11 % на основі 132 відгуки від критиків (середня оцінка 4,0/10) і 62 % від глядачів із середньою оцінкою 3,4/5 (85 340 голосів). Фільму зарахований «гнилий помідор» від кінокритиків та «попкорн» від глядачів, Internet Movie Database — 6,1/10 (40 810 голосів), Metacritic — 36/100 (32 відгуки від критиків) і 5,5/10 (33 відгуки від глядачів).

### Номінації та нагороди
| Нагороди та номінації фільму «Одинак» | Нагороди та номінації фільму «Одинак» | Нагороди та номінації фільму «Одинак»             | Нагороди та номінації фільму «Одинак» | Нагороди та номінації фільму «Одинак» | Нагороди та номінації фільму «Одинак» |
| Рік                                   | Кінофестиваль/кінопремія              | Категорія/нагорода                                | Номінант                              | Результат                             |                                       |
| ------------------------------------- | ------------------------------------- | ------------------------------------------------- | ------------------------------------- | ------------------------------------- | ------------------------------------- |
| 2003                                  | Teen Choice Awards                    | Choice: Кіноактор — драма / пригодницький бойовик | Він Дізель                            | Номінація                             |                                       |